# Regionalstadtbahn Salzburg
| |                      |                                                   |                                                   |
| Spurweite: | 1435 mm (Normalspur) |                                                   |                                                   |
| |                      |                                                   |                                                   |
| \| \| \| von Lamprechtshausen \| \| \| \| 0,0 \| Salzburg Lokalbahnhof \| Salzburg Lokalbahnhof \| \| \| \| Wendeanlage Lokalbahn \| \| \| \| \| Rosenheim–Salzburg \| \| \| \| 0,962 \| Mirabellplatz \| Mirabellplatz \| \| \| \| \| \| \| \| \| Vorhaben I: Salzburger Hauptbahnhof–Mirabellplatz \| \| \| \| \| \| \| \| \| 1,500 \| Salzach \| Salzach \| \| \| 1,702 \| Mozartsteg \| Mozartsteg \| \| \| 2,349 \| Nonntal \| Nonntal \| \| \| 3,070 \| Akademiestraße \| Akademiestraße \| \| \| \| \| \| \| \| \| Vorhaben II: Mirabellplatz–Akademiestraße \| \| \| \| \| \| \| \| \| 3,600 \| Michael-Pacher-Straße \| Michael-Pacher-Straße \| \| \| 4,000 \| \| \| \| \| 4,300 \| Herrnau \| Herrnau \| \| \| 5,000 \| Alpensiedlung \| Alpensiedlung \| \| \| 5,700 \| Salzburg Süd/P&R \| Salzburg Süd/P&R \| \| \| 8,400 \| Anif \| Anif \| \| \| \| \| \| \| \| \| Vorhaben III: Akademiestraße–Salzburg Süd \| \| \| \| \| \| \| \| \| 10,000 \| Neu-Anif/P+R \| Neu-Anif/P+R \| \| \| 11,100 \| Niederalm \| Niederalm \| \| \| 11,900 \| Rif \| Rif \| \| \| 13,600 \| Rehhof \| Rehhof \| \| \| 14,600 \| Salzach \| Salzach \| \| \| 16,700 \| Hallein Neualm \| Hallein Neualm \| \| \| \| von Salzburg Hbf \| \| \| \| 17,500 \| Hallein \| Hallein \| \| \| \| Vorhaben IV: Salzburg Süd–Hallein \| \| \| \| \| nach Wörgl \| \| \| \| \| \| \| \| Quellen: [1] \| \| \| \| |                      |                                                   |                                                   |
| Strecke (im Tunnel) |                      | von Lamprechtshausen                              | von Lamprechtshausen                              |
| Bahnhof (im Tunnel) | 0,0                  | Salzburg Lokalbahnhof                             | Salzburg Lokalbahnhof                             |
| ehemaliger Betriebs-/Güterbahnhof Strecke ab hier außer Betrieb (im Tunnel) |                      | Wendeanlage Lokalbahn                             | Wendeanlage Lokalbahn                             |
| Kreuzung (Strecke geradeaus außer Betrieb) (im Tunnel) |                      | Rosenheim–Salzburg                                | Rosenheim–Salzburg                                |
| ehemaliger Bahnhof (im Tunnel) | 0,962                | Mirabellplatz                                     | Mirabellplatz                                     |
| |                      |                                                   |                                                   |
| Kilometer-Wechsel (Strecke außer Betrieb) (im Tunnel) |                      | Vorhaben I: Salzburger Hauptbahnhof–Mirabellplatz | Vorhaben I: Salzburger Hauptbahnhof–Mirabellplatz |
| |                      |                                                   |                                                   |
| Strecke unter Wasserlauf (Strecke außer Betrieb) (im Tunnel) | 1,500                | Salzach                                           | Salzach                                           |
| ehemaliger Haltepunkt / Haltestelle (im Tunnel) | 1,702                | Mozartsteg                                        | Mozartsteg                                        |
| ehemaliger Haltepunkt / Haltestelle (im Tunnel) | 2,349                | Nonntal                                           | Nonntal                                           |
| ehemaliger Bahnhof (im Tunnel) | 3,070                | Akademiestraße                                    | Akademiestraße                                    |
| |                      |                                                   |                                                   |
| Kilometer-Wechsel (Strecke außer Betrieb) (im Tunnel) |                      | Vorhaben II: Mirabellplatz–Akademiestraße         | Vorhaben II: Mirabellplatz–Akademiestraße         |
| |                      |                                                   |                                                   |
| ehemaliger Haltepunkt / Haltestelle (im Tunnel) | 3,600                | Michael-Pacher-Straße                             | Michael-Pacher-Straße                             |
| Tunnelende (Strecke außer Betrieb) | 4,000                |                                                   |                                                   |
| Haltepunkt / Haltestelle (Strecke außer Betrieb) | 4,300                | Herrnau                                           | Herrnau                                           |
| Haltepunkt / Haltestelle (Strecke außer Betrieb) | 5,000                | Alpensiedlung                                     | Alpensiedlung                                     |
| Haltepunkt / Haltestelle (Strecke außer Betrieb) | 5,700                | Salzburg Süd/P&R                                  | Salzburg Süd/P&R                                  |
| Bahnhof (Strecke außer Betrieb) | 8,400                | Anif                                              | Anif                                              |
| |                      |                                                   |                                                   |
| Kilometer-Wechsel (Strecke außer Betrieb) |                      | Vorhaben III: Akademiestraße–Salzburg Süd         | Vorhaben III: Akademiestraße–Salzburg Süd         |
| |                      |                                                   |                                                   |
| Haltepunkt / Haltestelle (Strecke außer Betrieb) | 10,000               | Neu-Anif/P+R                                      | Neu-Anif/P+R                                      |
| Haltepunkt / Haltestelle (Strecke außer Betrieb) | 11,100               | Niederalm                                         | Niederalm                                         |
| Haltepunkt / Haltestelle (Strecke außer Betrieb) | 11,900               | Rif                                               | Rif                                               |
| Haltepunkt / Haltestelle (Strecke außer Betrieb) | 13,600               | Rehhof                                            | Rehhof                                            |
| Brücke über Wasserlauf (Strecke außer Betrieb) | 14,600               | Salzach                                           | Salzach                                           |
| Haltepunkt / Haltestelle (Strecke außer Betrieb) | 16,700               | Hallein Neualm                                    | Hallein Neualm                                    |
| Abzweig ehemals geradeaus und von links |                      | von Salzburg Hbf                                  | von Salzburg Hbf                                  |
| Bahnhof | 17,500               | Hallein                                           | Hallein                                           |
| Kilometer-Wechsel |                      | Vorhaben IV: Salzburg Süd–Hallein                 | Vorhaben IV: Salzburg Süd–Hallein                 |
| Strecke |                      | nach Wörgl                                        | nach Wörgl                                        |
| |                      |                                                   |                                                   |
| Quellen: |                      |                                                   |                                                   |

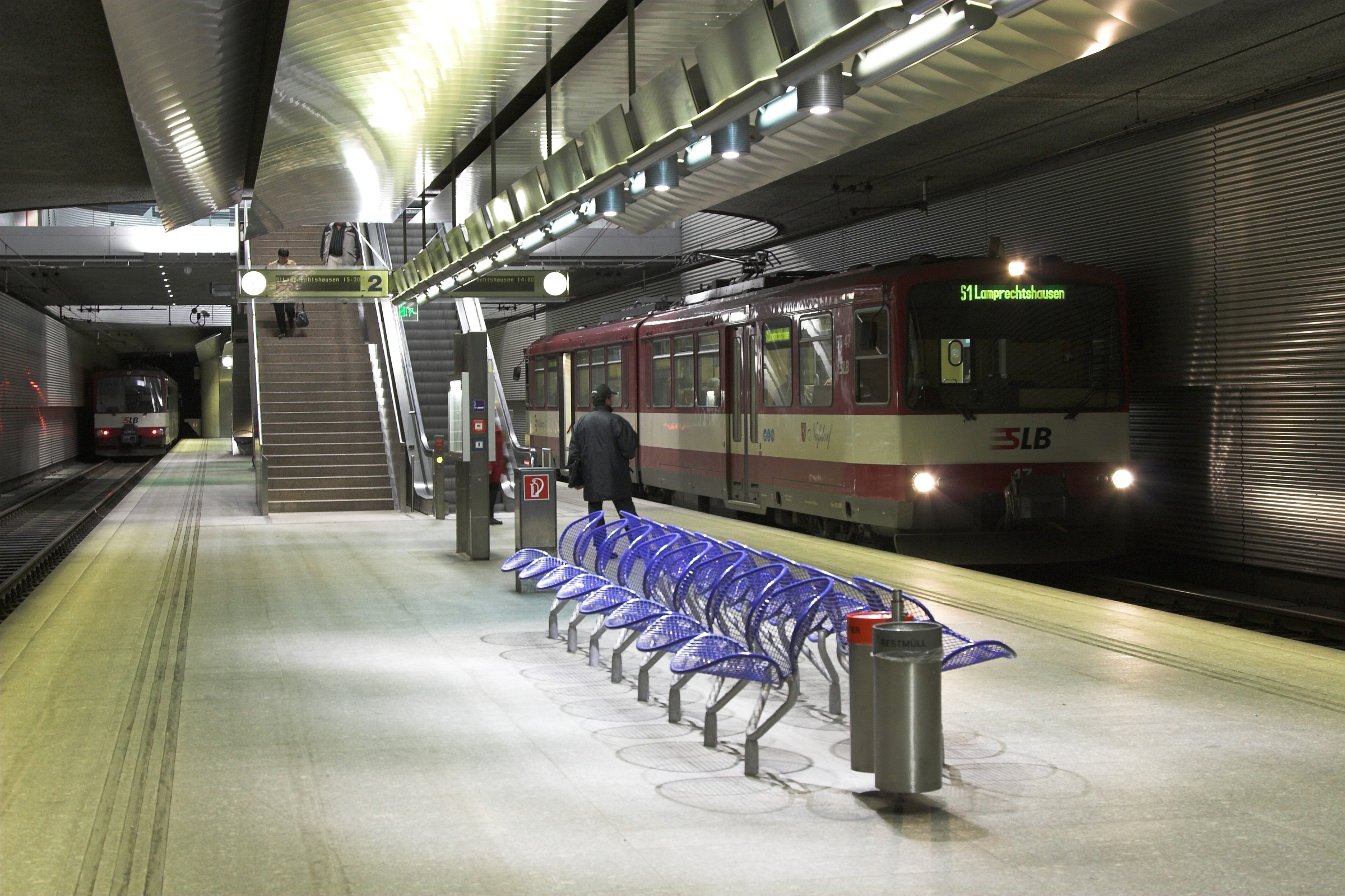
Der unterirdische Lokalbahnhof im Jahr 2008. Hier sollte die Regionalstadtbahn ihren Ausgang nehmen

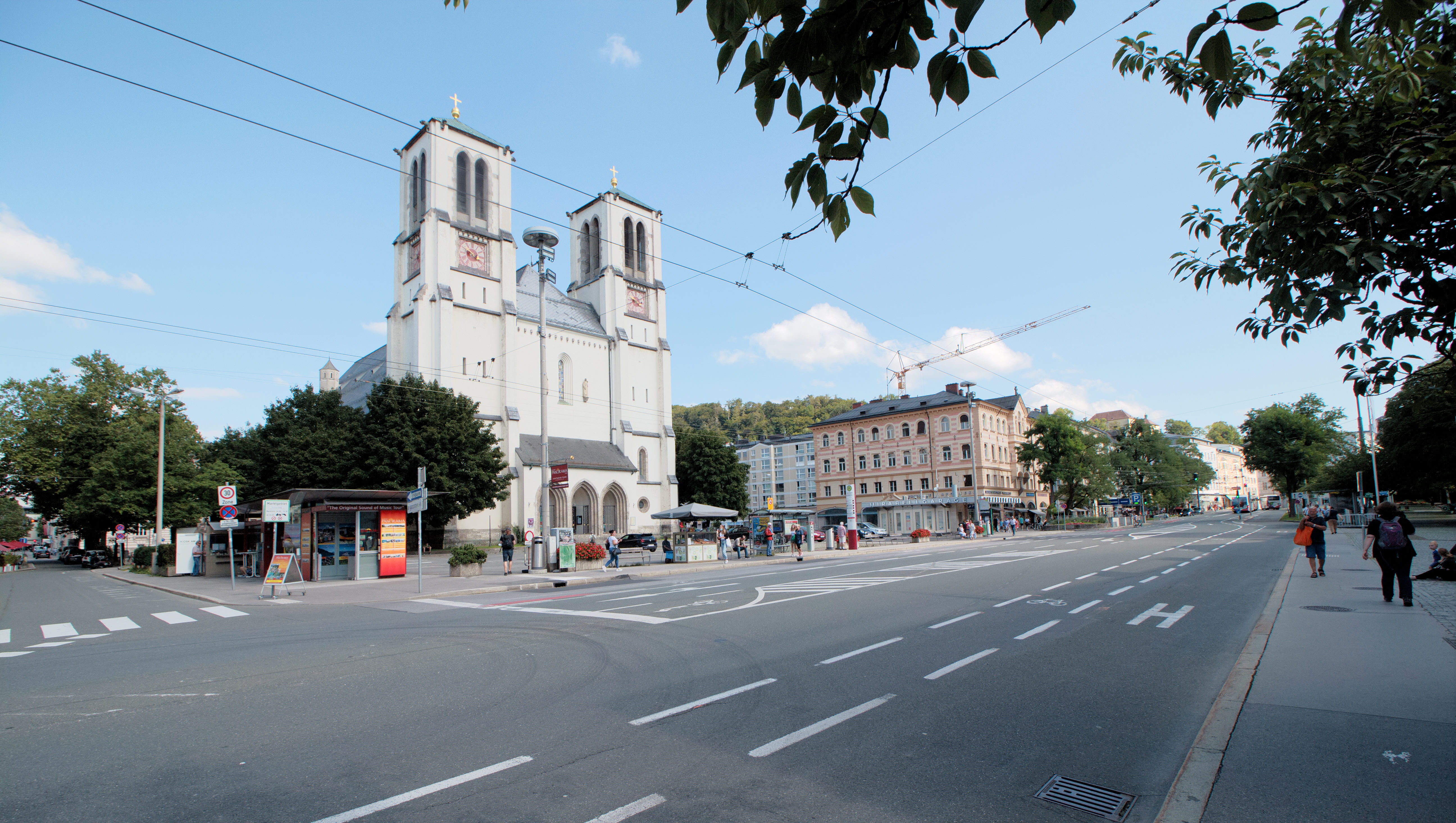
Mirabellplatz, hier sollte der erste Bauabschnitt enden

Die Regionalstadtbahn Salzburg war ein geplantes Nahverkehrssystem unter dem Namen S-Link in Salzburg. In einer ersten Bauphase sollte die Regionalstadtbahn vom Lokalbahnhof am Hauptbahnhof als Tunnelbahn bis zum Mirabellplatz führen. Weitere Phasen sollten teils an der Oberfläche geführt werden und in Hallein enden. In einer im November 2024 durchgeführten Volksbefragung in Salzburg sowie den Umlandgemeinden im Flachgau und Tennengau entschied sich eine Mehrheit gegen die Umsetzung dieses Projektes.

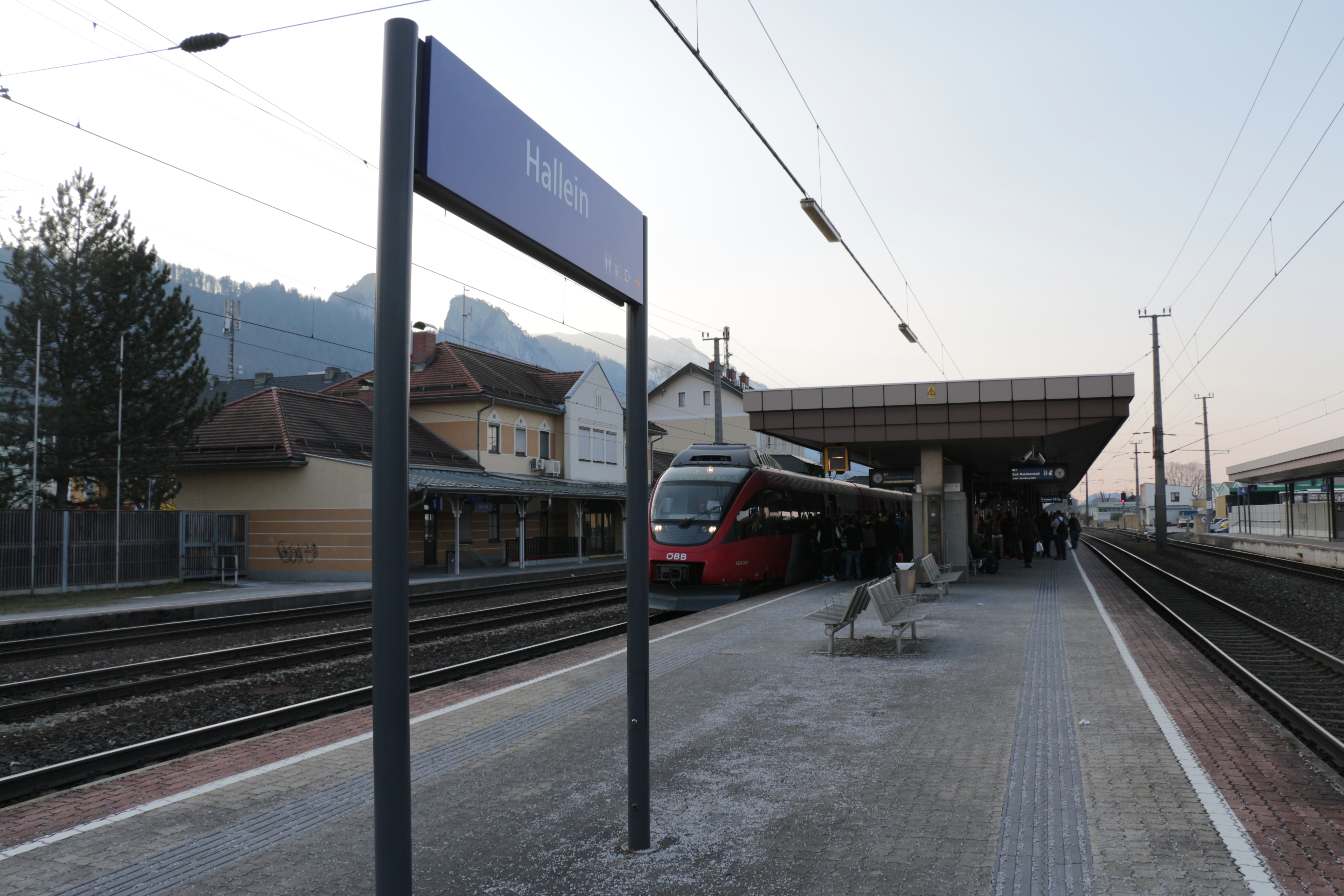
Bahnhof Hallein, Fernziel des S-Link

## Vorgeschichte
Von 1886 bis in die frühen 1950er-Jahre bestand in der Stadt Salzburg sowie in einige Umlandgemeinden ein Netz leistungsfähiger elektrisch betriebener Schienenverbindungen. Diese reichten im Norden bis Lamprechtshausen, im Südwesten bis ins bayerische Berchtesgaden (Bahnstrecke Salzburg–Hangender Stein und Bahnstrecke Berchtesgaden–Hangender Stein).
Die stadtquerenden Südstrecken nach Parsch und Hangender Stein wurden bis 1953 vollständig stillgelegt oder auf andere Verkehrsträger wie Oberleitungsbus und Bus umgestellt. Die Nordstrecke blieb erhalten und wurde laufend ausgebaut.
Die Salzburger Verkehrssituation wurde durch das Anwachsen der Autodichte bereits ab den 1970er-Jahren schwierig. Ein dichtes Obus-Netz verbesserte die Umweltsituation, war aber für eine grundlegende Behebung der Engpässe nicht ausreichend leistungsfähig. Ab den späten 1980er-Jahren tauchten immer wieder Vorschläge auf, ähnlich der früheren Lokalbahnstrecken neue Strecken für Straßenbahnen, U-Bahnen oder Stadtbahnen nach Karlsruher Modell zu errichten. So wurde schon 1988 eine Untertunnelung des Altstadtbereichs gefordert. Der öffentliche Systemname wurde im Jahr 2020 mit S-Link festgesetzt.
Die Diskussionen zogen sich über Jahre hin. Bedenken bestanden sowohl im Grundsätzlichen, in Fragen der Geologie sowie in der Finanzierbarkeit. Am 16. Dezember 2020 stimmten letztlich im Salzburger Gemeinderat alle Abgeordneten der sogenannten Rahmenvereinbarung – der Finanzierungsvereinbarung für den ersten Bauabschnitt – mit Bund und Land zu.
Im September 2021 wurde das Design der unterirdischen Station Mirabellplatz im Rahmen einer Pressekonferenz der Öffentlichkeit vorgestellt.
Bei einer Pressekonferenz im April 2024 wurde bekannt gegeben, dass das Verkehrsministerium die Konzession für die Regionalstadtbahn bereits erteilt hatte. Dabei wurde auch bekannt, dass im Stadtgebiet von Hallein – südlich der Abzweigung Leube – auch Schienengüterverkehr angestrebt werde.

## Trassenwahl
Der vorgeschlagene Trassenkorridor mit zwei Querungen der Salzach in der Altstadt und in Oberalm wurde am 18. April 2024 der Öffentlichkeit vorgestellt. Nördlich der Haltestelle Michael-Pacher-Straße sollte die Strecke unterirdisch verlaufen, südlich von ihr oberirdisch.

## Projektphasen

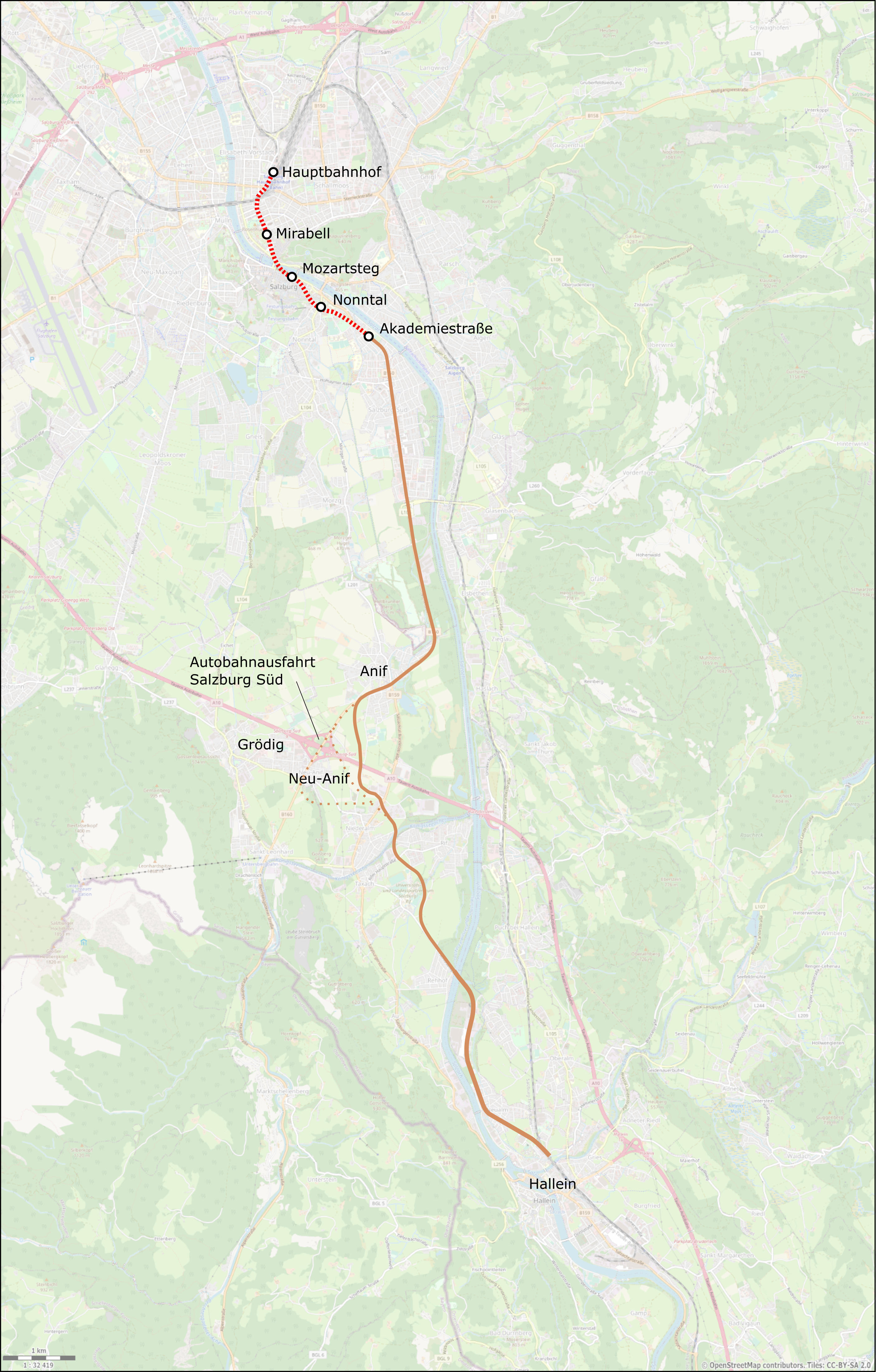
Der gedachte Verlauf

### Erste Bauphase
Das zuletzt beschlossene Projekt sah den Bau der Bahn in vier Abschnitten vor. In der Phase 1 sollte eine unterirdisch geführte Stadtbahn vom Lokalbahnhof am Hauptbahnhof zum Mirabellplatz errichtet werden. Dies entspricht einer Verlängerung der Salzburger Lokalbahn um etwa 900 bis 1000 Meter. Die vorhandene Wendeanlage des Lokalbahnhofs ist bereits in diese Richtung ausgerichtet. Im Juni 2021 wurde verlautbart, dass auch für diesen Abschnitt behördlicherseits eine Umweltverträglichkeitsprüfung verlangt wird. Die entsprechenden Unterlagen wurden im Dezember 2022 eingereicht, der Baubeginn war noch für 2023 angesetzt.
Anfang 2023 trat eine Bewegung gegen die Ausführung dieses Vorhabens an die Öffentlichkeit, wobei unter anderem verkehrstechnische Angelegenheiten, Pendlerströme und hohe Kosten ins Treffen geführt wurden.
Schon zuvor waren sich hinsichtlich einer Bürgerbefragung die politischen Parteien uneins gewesen. SPÖ und NEOS waren für ein Bürgerbeteiligungsverfahren eingetreten, die ÖVP dagegen. Die SPÖ hatte sich bei der Gemeinderatssitzung im Juli 2022 gegen das Projekt ausgesprochen, weil einerseits Kostenüberschreitungen zu befürchten seien, andererseits auch, weil das Projekt ihrer Meinung nach nicht umfassend genug wäre (keine Einbeziehung von Stieglbahn und Messebahn). Letztlich entschied man sich im September 2023 für eine Befragung betreffend die Durchführung einer unterirdischen Bahn durch die Altstadt, die für die Stadt Salzburg mit dem 26. November 2023 angesetzt wurde, und eine bundeslandesweite Befragung sollte möglicherweise 2024 folgen. Das Ergebnis sollte für die Politik allerdings nicht verbindlich sein. Ein Baubeginn schien nunmehr 2025 möglich, die Fertigstellung bis zum Mirabellplatz war für 2028 ins Auge gefasst.
Bürgerbeteiligung
Bei der Bürgerbefragung am 26. November 2023 stimmten ohne Auszählung der Wahlkarten 11.674 Personen bzw. 58,34 Prozent gegen das Projekt. Die Wahlbeteiligung lag bei rund 22 Prozent inklusive Wahlkarten. Landeshauptmann-Stellvertreter und Verkehrsreferent Stefan Schnöll sowie Salzburgs Bürgermeister Harald Preuner (beide ÖVP) bezeichneten den Ausgang der Befragung „als erstes Stimmungsbild“.
Im Mai 2024 wurde bekannt, dass die Umweltverträglichkeitsprüfung (UVP) des ersten Abschnittes erfolgreich erledigt war.
Am 10. November 2024 wurde eine entscheidende S-Link-Befragung in der Stadt Salzburg und im Flach- sowie Tennengau durchgeführt. Abgefragt wurde, ob sich die Salzburger Landesregierung für das Projekt einsetzen soll. Es wurde nicht abgefragt, ob die abstimmenden Personen das Projekt befürworten oder ablehnen. Bei dieser Volksbefragung stimmten 53,2 Prozent gegen und 46,8 Prozent für eine Beteiligung der Salzburger Landesregierung an diesem Projekt.
Während im Flachgau 53,8 Prozent dafür stimmten, waren es im Tennengau nur 43,3 Prozent und in Salzburg gar nur 40,4 Prozent.

### Weitere Bauphasen
Weitere Bauphasen sollten teils unterirdisch, teils an der Oberfläche geführt werden und in der Stadt Hallein den Endpunkt finden.
Insbesondere sollte in den Phasen 2 bis 4 die Regionalstadtbahn über die Altstadt und Nonntal letztlich bis Hallein geführt werden. Dort sollte eine Verknüpfung mit dem Vollbahnnetz, also der Salzburg-Tiroler-Bahn, hergestellt werden.
Ende Juni 2021 fand eine Bürgermeisterkonferenz der betroffenen Gemeinden statt, um die lokalen Wünsche zur Trassenführung zu hören und zu koordinieren. Ein Ziel war auch die Reservierung von Flächen für die Trassenführung.
Laut Verkehrslandesrat Stefan Schnöll sollten diese Abschnitte überwiegend oberirdisch ausgeführt werden. Am 4. Mai 2022 wurden Planungen für den Abschnitt 2 zwischen dem Mirabellplatz und der Altstadt vorgestellt. Hier war nun unterirdische Trassenführung und somit auch eine Unterquerung der Salzach vorgesehen. Im Juli 2022 stimmte der Salzburger Gemeinderat mit breiter Mehrheit für die unterirdische Trassenführung sowie den Finanzierungsschlüssel.
Die Fertigstellung aller vier Abschnitte wurde anfangs noch in den 2020er Jahren erwartet.
Messebahn
Ergänzend zu diesem Vorhaben sollte es – zur weiteren Verkehrsentlastung in der Stadt und als Teil des S-Link-Projekts bekannt gemacht – von der Salzburger Lokalbahn bei der bestehenden Haltestelle Maria Plain eine Stichstrecke über die Salzach zum Messezentrum im Stadtteil Liefering geben. Dieser als Messebahn oder als S12 bezeichnete Abschnitt hätte ab 2030 den Betrieb aufnehmen sollen. Die S-Link-Projektgesellschaft hatte einen derartigen Streckenast im Oktober 2023 ausdrücklich empfohlen.
Der Nutzen dieser Zweigstrecke hätte darin gelegen, dass ein weiterer Stadtteil per Bahn von Norden kommend erschlossen worden wäre und zudem Besucher der Stadt auch über ein beim Messezentrum errichtetes Busterminal per Shuttle in die Innenstadt hätten gelangen können.
Planungen der Messebahn wurden im August 2024 der Öffentlichkeit vorgestellt. Weiters wurde bekannt, dass für diesen Streckenabschnitt eine Umweltverträglichkeitsprüfung erforderlich sei.
Stieglbahn
Für Ausbau und Integration der Stieglbahn in das Netz der Regionalstadtbahn Salzburg bestanden ebenfalls Überlegungen sowie politische Willenserklärungen.

## Kosten
Im Jänner 2023 wurden Schätzungen für die Errichtungskosten des Innenstadtabschnittes veröffentlicht. Je nach Variante wurde mit einem Aufwand von 2 bis 2,2 Milliarden Euro gerechnet. Mit einem möglichen Überschreitungsrahmen von 30 Prozent hätten Kosten von bis 2,8 Milliarden Euro entstehen können.

## Politisches
Im Zuge des Wahlkampfes zur Gemeinderatswahl der Stadt Salzburg bekräftigten alle Parteien, mit Ausnahme der SPÖ und ihres Spitzenkandidaten Bernhard Auinger, Unterstützung für die Regionalstadtbahn. Bei der Stichwahl zum Bürgermeister errang Auinger Platz 1 und bildete mit ÖVP, KPÖ plus und Grüner Bürgerliste eine Koalitionsregierung. Im Koalitionspapier wurde, in Hinblick auf die Ablehnung der SPÖ, kein klares Bekenntnis zur Regionalstadtbahn festgeschrieben.

## Nach der Bürgerbefragung 2024
Als Folge der ablehnend ausgefallenen Bürgerbefragung werden Alternativvorhaben diskutiert. Die Messebahn wird hier ausdrücklich als weiterhin mögliches Verkehrsvorhaben genannt.

## Betriebsführung
Da die Regionalstadtbahn im Endbahnhof Salzburg Lokalbahnhof ihren Ausgang genommen hätte, war angedacht, die Salzburg AG, Betreiberin der Salzburger Lokalbahn, mit der Betriebsführung zu betrauen. Dieses Vorhaben wurde von der Salzburg AG Anfang Juli 2021 abgelehnt, obwohl ihr Tochterunternehmen Salzburg Linien Verkehrsbetriebe GmbH Drittelgesellschafterin der Salzburger Regionalstadtbahn Projektgesellschaft mbh war.

## Fahrzeuge

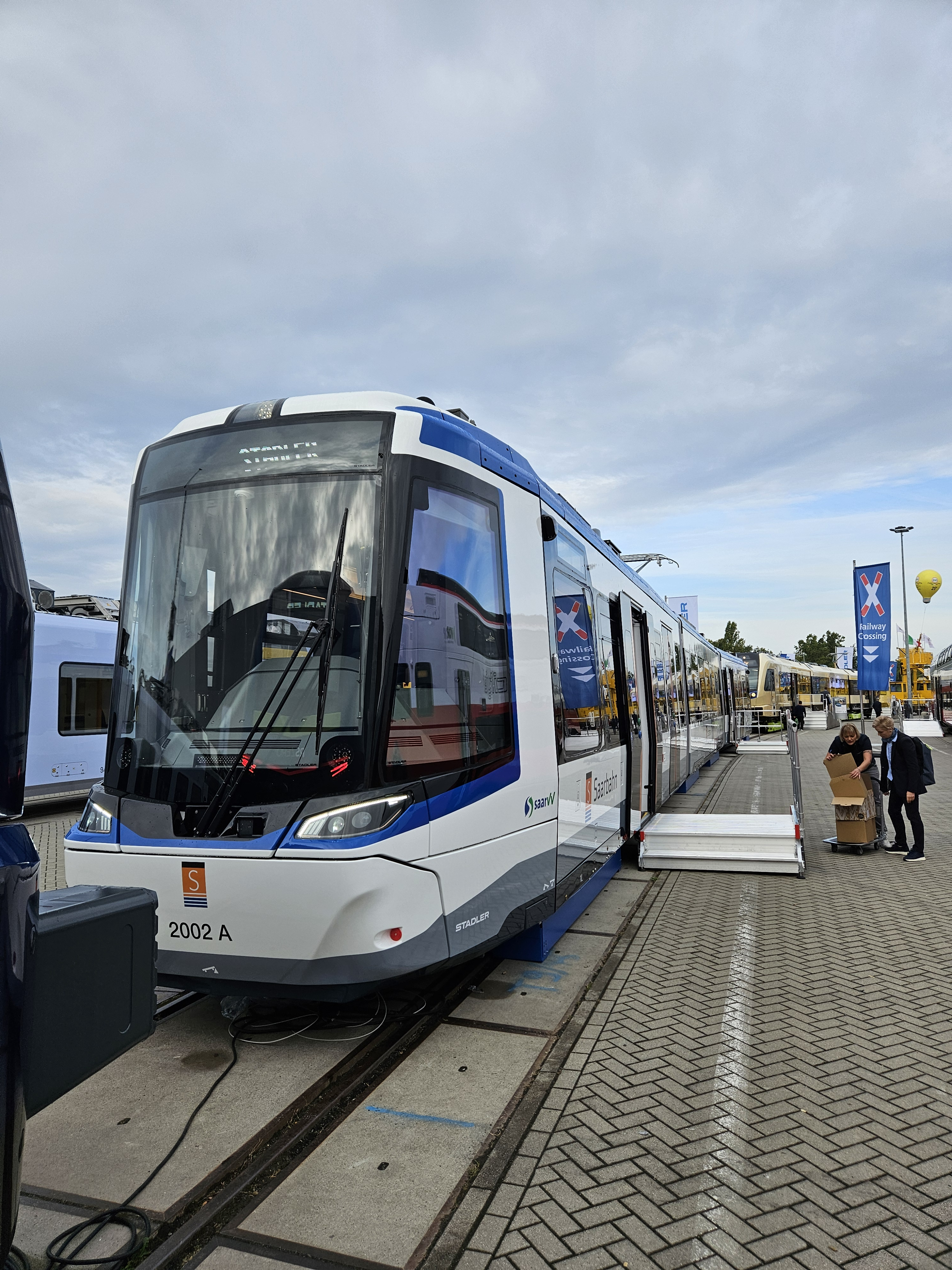
Ein Stadler Citylink auf der Innotrans in Berlin

Neue Fahrzeuge sollten zur Betriebsaufnahme zur Verfügung stehen. Dazu hatten sich die Projektbetreiber im Rahmen des  Projekts VDV-Tram-Train, einer gemeinsamen Fahrzeugausschreibung des Verbandes Deutscher Verkehrsunternehmen mit insgesamt sechs Betreibern von Stadtbahnsystemen in Österreich und Deutschland, zusammengeschlossen. Aus Österreich waren neben Salzburg auch die Projektbetreiber der Regionalstadtbahn Linz in diesem Beschaffungsprojekt involviert. Anfang 2022 erhielt Stadler den Zuschlag für die Lieferung von Citylink-Fahrzeugen. Die offizielle Bekanntgabe des Zuschlages erfolgte im Juli 2022 im System Tenders Electronic Daily.  Eine Präsentation des Designs der neuen Fahrzeuge fand im Dezember 2022 in Anwesenheit österreichischer Entscheidungsträger in Karlsruhe statt. Das erste fertiggestellte Fahrzeug konnte im September 2024 auf der Fachmesse InnoTrans in Berlin besichtigt werden.

## Auszeichnungen
Im September 2022 erhielt das Projekt den Mobilitätspreis des VCÖ.